# Havdhem
Havdhem ist ein Ort (tätort) auf der schwedischen Ostseeinsel Gotland in der Provinz Gotlands län und der historischen Provinz Gotland. Der Ort in der Gemeinde Gotland wird erstmals im 14. Jahrhundert als Haffthem erwähnt. In dem Ort befindet sich eine mittelalterliche Kirche.

## Lage
Havdhem liegt im südwestlichen Landesinnern von Gotland, 53 km südlich von Visby, 8,5 km südlich von Hemse und 15 km nördlich von Burgsvik.

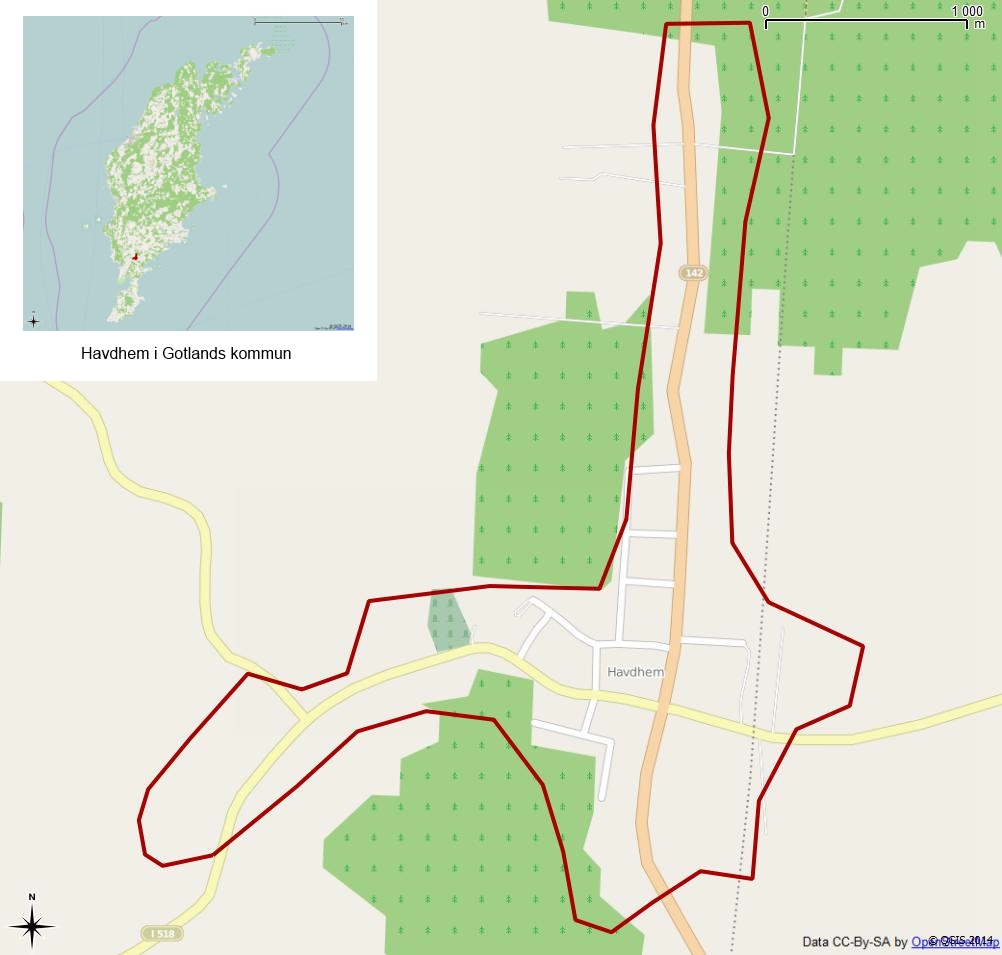
Havdhem

## Kirchspiel Havdhem
Das Kirchspiel (schwedisch socken) Havdhem hat eine Fläche von 36 km² und 496 Einwohner (Stand 2010).
Das Gebiet ist zum größten Teil landwirtschaftlich genutzt, aber es gibt auch bewaldete Kies- und Felsflächen.

### Hofnamen
Die Hofnamen sind: Allmungs, Anningåkre, Antarve, Bols, Burge, Drakarve, Gimrings, Havor, Hemöstris, Kulle, Kvinnegårde, Kälder, Libbenarve, Lifsungs, Lilla Allmungs, Lilla Haislund, Lilla Rosarve, Lingvide, Nickarve, Prästgården, Rangvalds, Rommunds, Rosarve, Sigters, Snauvalds, Snevide, Solstäder, Spenarve, Stora Allmungs, Stora Haislunds, Stora Rosarve, Uddvide

### Archäologische Fundplätze
Aus der Steinzeit sind Artefakte gefunden worden und es findet sich mindestens ein Wohnplatz.  Aus der Bronzezeit finden sich einige Rösen.  Aus der Eisenzeit gibt es sieben Gräberfelder, Hausfundamente, Steinpfade (schwedisch stensträngar) und mehrere Sliprännestenar sowie zwei vorgeschichtliche Wallburgen (schwedisch fornborgar).